# زحر (إربد)
زحر قرية اردنية تقع في لواء قصبة إربد، محافظة إربد في الأردن. تنتمي لقضاء إربد الذي يضم 25 منطقة. يقدر عدد سكانها بـ 7677 نسمة حسب إحصاء 2015.

## الوصلات الخارجية
- دائرة الاحصاءات العامة